# Albert Sourdot
Albert Sourdot est un pilote motocycliste français, notamment vainqueur du Grand Prix moto de France à quatre reprises dans sa catégorie de prédilection, 175 cm3, en 1924 (5ème Grand Prix de l'U.M.F.), 1925, 1927 et 1929, et double champion de France (1927 et 1932), le tout sur Monet-Goyon.
En fin de carrière (à partir de 1929) il monte avec quelques succès en 250 et 350 cm3.
Il cesse celle-ci après le GP de Carcassonne 1933 (3e).

## Victoires en175cm3(23)
- 1924: GP de Marseille et GP de France U.M.F.[1],
- 1925: Circuit de l'Aisne, GP de Picardie et GP de France U.M.F.,
- 1926: GP de Lyon et Circuit International de Gattières
- 1927: GP de Lyon, GP de France U.M.F., championnat de France à Montlhéry et GP du M.C.F.;
- 1928: Circuit de la Garoupe, Circuit du Camp du Drap d'Or à Calais, Circuit des Routes Pavées,
- 1929: GP de Lyon, GP de France U.M.F., Circuit des Routes Pavées et GP du M.C.F.;
- 1930: Circuit du Camp du Drap d'O et Circuit des Routes Pavées;
- 1931: Circuit de l'Aisne et GP de Lorraine;
- 1932: Championnat de France à Montlhéry.

## Victoires en250cm3
- 1932: Circuit de l'Aisne, Trophée de Provence à Nîmes, GP de Bordeaux et GP des Ardennes à Charleville;

## Victoire en350cm3
- 1932: GP des Ardennes.